# جائزة إنريكو فيرمي

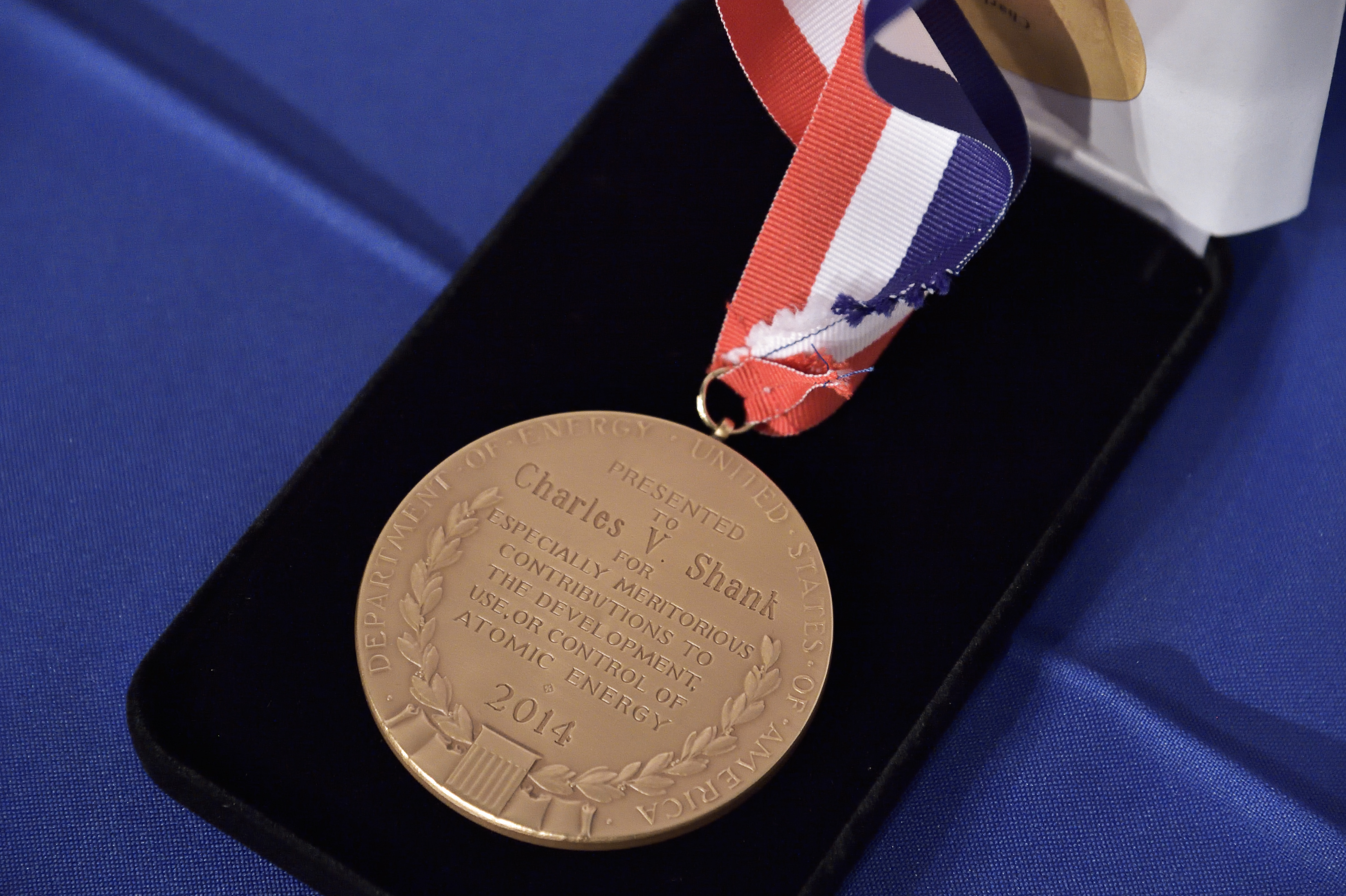
جائزة إنريكو فيرمي هي جائزة تكرم العلماء ذوي المكانة الدولية لإنجازاتهم طوال حياتهم في تطوير أو استخدام أو إنتاج الطاقة.

جائزة إنريكو فيرمي (بالإنجليزية: Enrico Fermi Award)‏ هي جائزة تكرم العلماء ذوي المكانة الدولية لإنجازاتهم طوال حياتهم في تطوير أو استخدام أو إنتاج الطاقة. تم تأسيس الجائزة عام 1956 من قبل وزارة الطاقة التابعة للحكومة الأمريكية تخليدًا لذكرى عالم الفيزياء الإيطالي إنريكو فيرمي وأعماله في تطوير الطاقة النووية. يحصل الفائز بالجائزة على مبلغ 100 ألف دولار، وشهادة موقعة من الرئيس ووزير الطاقة، وميدالية ذهبية عليها صورة إنريكو فيرمي.

## الفائزون السابقون
المصدر: وزارة الطاقة الأمريكية

### عقد 1950
- 1956 - جون فون نيومان
- 1957 - إرنست لورانس
- 1958 - يوجين بي ويغنر
- 1959 - جلين سيبورج

### عقد 1960
- 1961 - هانز بيث
- 1962 - إدوارد تيلر
- 1963 - روبرت أوبنهايمر
- 1964 - هيمان جي ريكوفر
- 1966 - ليز مايتنر؛ أوتو هان
- 1968 - جون ويلر
- 1969 - والتر زين

### عقد 1970
- 1970 - نوريس برادبري
- 1971 - شيلدز ارين؛ ستافورد وارن
- 1972 - مانسون بنديكت
- 1976 - وليام راسل
- 1978 - فولفجانج بانوفسكي؛ هارولد إم أغنيو

### عقد 1980
- 1980 - رودولف إي بييرلس؛ ألفين واينبرغ
- 1981 - بينيت لويس
- 1982 - هربرت إل أندرسون؛ سيث نيدرماير r
- 1983 - الكسندر هولاندر؛ جون لورانس
- 1984 - روبرت ر.ويلسون؛ جورج فندريس
- 1985 - نورمان راسموسن، مارشال روزنبلوث
- 1986 - إرنست كورانت؛ م.ستانلي ليفينجستون
- 1987 - لويس الفاريز، جيرالد ف تاب
- 1988 - ريتشارد بي سيتلو؛ فيكتور وايسكوف

### عقد 1990
- 1990 - جورج أ. كوان[4]؛ روبلي دي إيفانز[5]
- 1992 - هارولد براون؛ جون س.فوستر الابن؛ ليون إم ليدرمان
- 1993 - ليان ب. راسال؛ فريمان ج.دايسون
- 1995 - أوغو فانو؛ مارتن د. كامين
- 1996 - مورتيمر إلكيند،رودني ويذرز، ريتشارد إل جاروين
- 1998 - موريس جولدهابر؛ مايكل إي فيلبس

### عقد 2000
- 2000 - شيلدون داتز؛ سيدني دريل؛ هربرت ف يورك
- 2003 - جون باهكال؛ ريموند ديفيس الابن؛ سيمور ساك
- 2005 - آرثر روزنفيلد
- 2009 - جون ب. جوداينف؛ سيغفريد هيكر

### عقد 2010
- 2012 - ميلدريد دريسلهاوس؛ بورتون ريختر
- 2013 - أندرو سيسلر؛ ألين جيه بارد
- 2014 - كلاوديو بيليجريني [6]؛ تشارلز في شانك

### عقد 2020
- 2023 - دارلين سي هوفمان؛ جابور أ. سومورجاي